# Łużyce
Łużyce (górnołuż. Łužica, dolnołuż. Łužyca, niem. Lausitz, cz. Lužice, łac. Lusatia) – kraina historyczno-geograficzna o powierzchni około 13 000 km², usytuowana pomiędzy Kwisą i Łabą, administracyjnie należąca do Niemiec (część zachodnia) i Polski (część wschodnia), zamieszkana przez 1,3 mln osób (Serbołużyczan, Niemców i Polaków). W części zlokalizowanej na terytorium Polski mieszka 350 tys. osób.

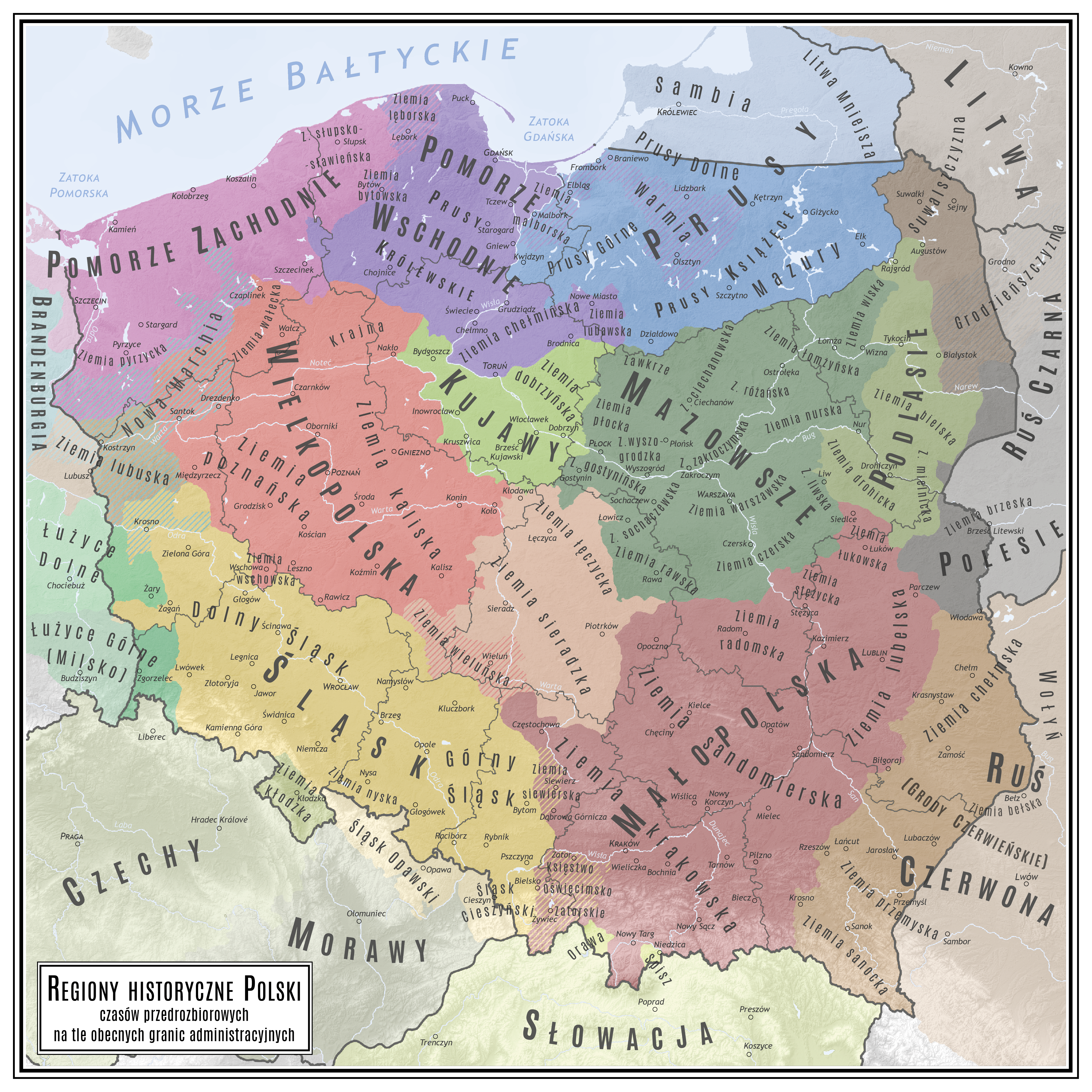
Łużyce i inne krainy historyczne Polski na tle współczesnych granic administracyjnych

## Podział
Łużyce dzielą się na dwie części:

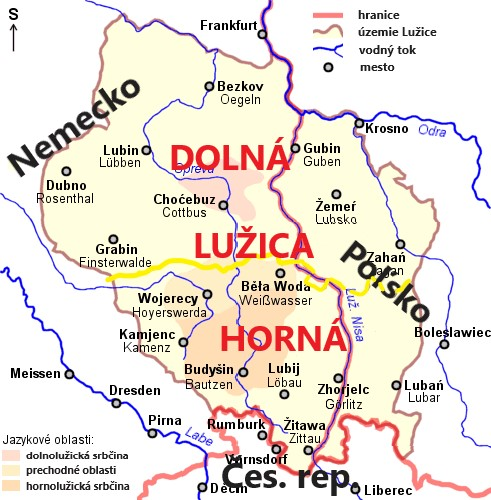
Mapa Łużyc

- Część północna – Dolne Łużyce (dlnłuż. Dolna Łužyca, grnłuż. Delnja Łužica, łac. Lusatia Inferior, niem. Niederlausitz, cz. Dolní Lužice) z głównym miastem Chociebuż (dlnłuż. Chóśebuz) leży w większości na południu Brandenburgii i częściowo w Saksonii,
- Część południowa – Górne Łużyce, do XV wieku Milsko (grnłuż. Hornja Łužica, dlnłuż. Górna Łužyca, łac. Lusatia Superior, niem. Oberlausitz, cz. Horní Lužice) z głównym miastem Budziszyn (grnłuż. Budyšin) w większości należy do Saksonii, częściowo leży zaś na południu Brandenburgii.

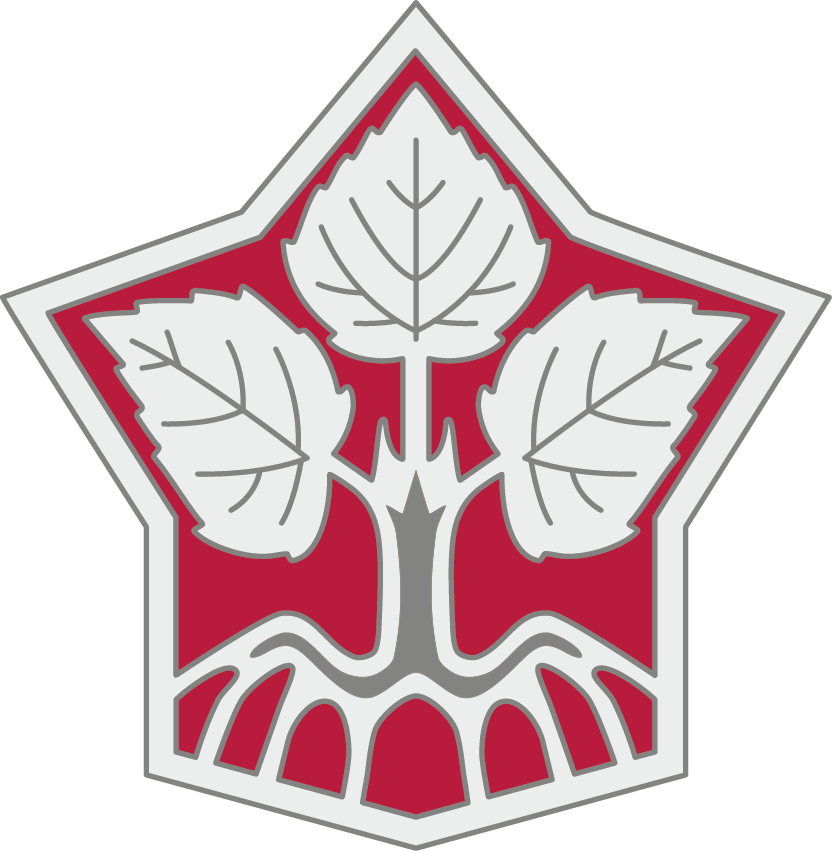
Domowina – Symbol organizacji

Polska część Łużyc leży na południowym zachodzie kraju i wchodzi w skład województw: lubuskiego (Łużyce Dolne) i dolnośląskiego (Łużyce Górne), jej głównymi miastami są: Żary, Lubań, Gubin i Zgorzelec.
Od wczesnego średniowiecza do lat powojennych Serbowie Łużyccy osiedlali się także w północnych Czechach w obecnym powiecie Děčín (cypel szluknowski – gł. Varnsdorf, Rumburk, Jiříkov) i w powiecie Liberec (w tzw. cyplu frydlanckim) w dorzeczu Nysy Łużyckiej. 

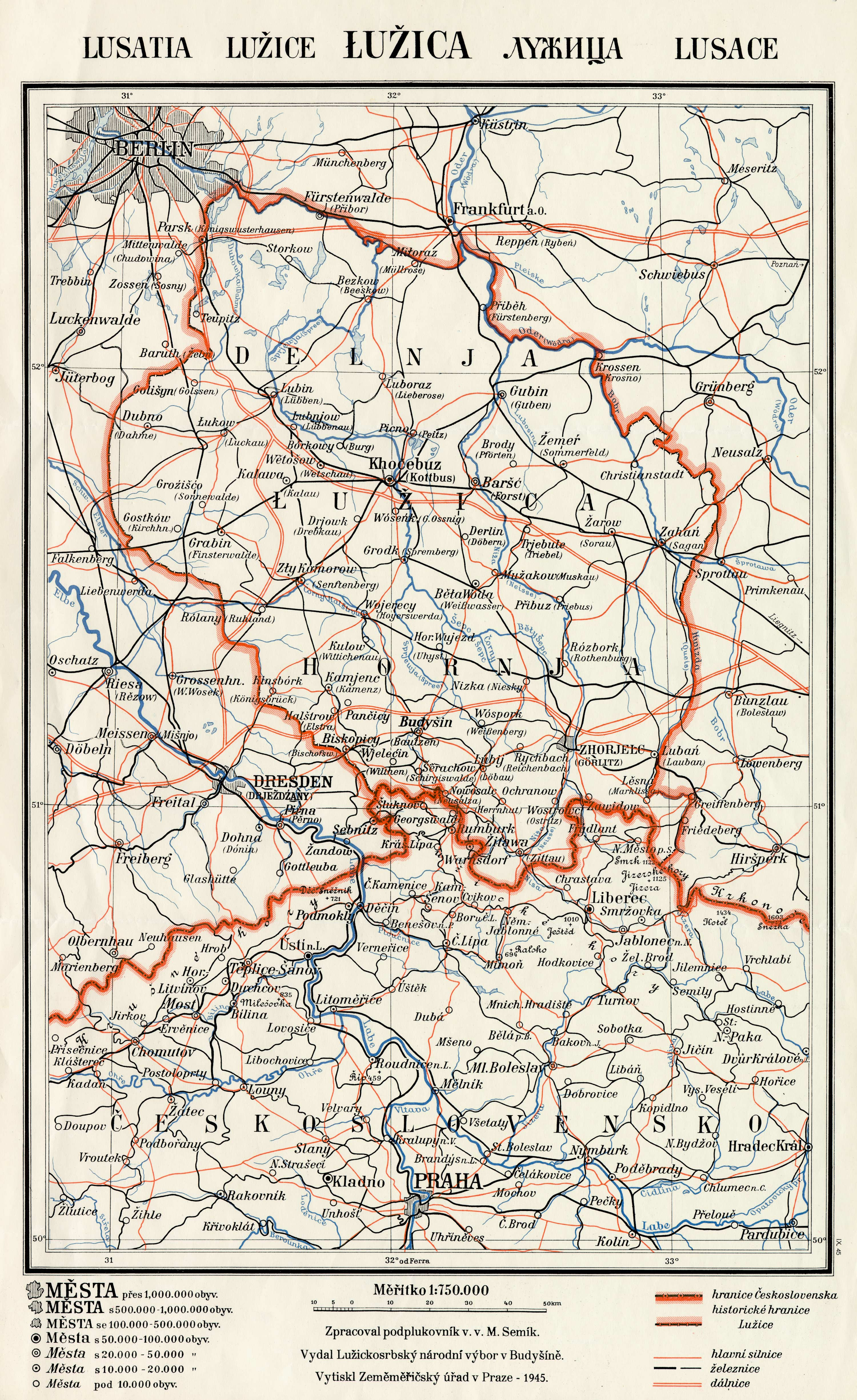
Mapa Łużyc

## Etymologia
Pochodzenie nazwy Łużyce jest nieznane. Zgodnie z różnymi hipotezami nazwę tę wywodzi się od:
- ług – słowiańskie słowo związane z miejscami podmokłymi, oznaczające zbiornik wodny, mokradło, bagno itp. Pokrewne słowo łęg oznacza podmokłą łąkę. Według tej hipotezy słowo „łuża” w nazwie Łużyc spokrewnione byłaby ze słowem „kałuża”.
- Lugiowie (Ligiowie) – nazwa ludu zamieszkującego w pierwszych wiekach n.e. dorzecze Odry, prawdopodobnie pochodzenia germańskiego lub wenetyckiego albo innej "zgermanizowanej" populacji. Lugiowie wraz z Wandalami i Silingami tworzyli związek plemienny. Ich nazwę wywodzi od celtyckiego boga Luga lub od góry Luž.
- góra Luž w Górach Łużyckich – góra pełniąca rolę sanktuarium mogła nadać nazwę krainie i plemieniu, podobnie jak góra Ślęża mogła nadać nazwę plemieniu Ślężan i całemu Śląskowi. W języku górnołużyckim góra nosi nazwę Łysa (podobnie jak Łysa Góra będąca ośrodkiem kultu słowiańskiego).

## Historia

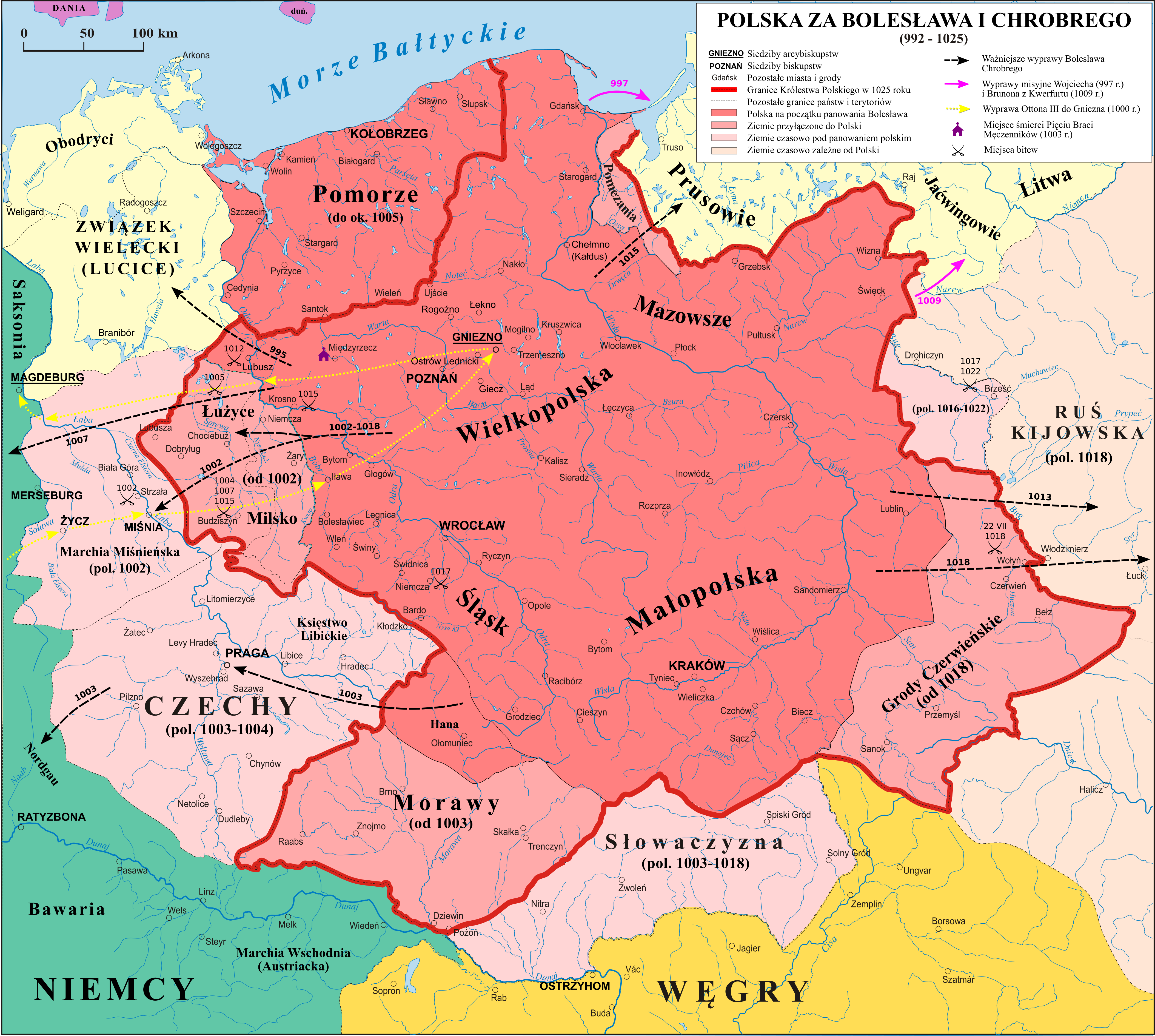
Polska za panowania Bolesława Chrobrego.

Ślady osadnictwa na terenie Łużyc pozostawiły plemiona celtyckie. Zastąpiły je plemiona wschodniogermańskie, a tych miejsce, w efekcie wędrówki ludów, zajęły plemiona słowiańskie określane mianem Słowian połabskich. Potomkami niektórych z nich są dzisiejsi Serbołużyczanie.
W latach 623–658 Łużyce wchodziły w skład państwa Samona – najstarszego znanego współcześnie tworu państwowego Słowian zachodnich. Od VII do VIII wieku na terenie Łużyc istniały państwa plemienne zarządzane przez rodzimych władców, jeden z nich Miliduch, król plemion serbo-łużyckich, w 806 roku stoczył bitwę z wojskami Franków. W IX wieku wchodziły w skład Państwa Wielkomorawskiego. Stan ten utrzymywał się do 907 roku.
W roku 963 zostały podbite przez Gerona, margrabiego saskiej Marchii Wschodniej. W roku 1002 Bolesław I Chrobry przyłączył Łużyce do Polski, co zostało uznane w pokoju w Budziszynie (1018). Następnie ponownie znalazły się w obrębie wpływów niemieckich (układ pokojowy z Budziszyna, 1031 r.) jako część Marchii Miśnieńskiej. Od XII wieku intensywne osadnictwo niemieckie – przede wszystkim w górach, w miastach i niezasiedlonych obszarach – spowodowało, że Słowianie stali się od XIII wieku mniejszością w tym regionie.
W okresie od 1076 do 1253 r. Łużyce Górne należały do Czech, po czym cały region przypadł Brandenburgii. W czasach królów Jana i Karola IV z dynastii luksemburskiej trwale zintegrowane z Koroną Królestwa Czech (Górne w 1319 r. i 1329 r., Dolne w 1368 r.). Książęta piastowscy z linii świdnickiej obejmowali na krótko rządy na Łużycach Górnych (Henryk I jaworski w latach 1319–1346) i Dolnych (Bolko II świdnicki w latach 1364–1368). W 1415 r. doszło do utraty przez Luksemburgów panowania nad Brandenburgią i częścią Łużyc Dolnych z Chociebużem. W ramach Korony Czeskiej reszta Łużyc pozostawała do 1635 r., kiedy przeszła pod panowanie Saksonii w ramach pokoju praskiego. W tym okresie (od lat 70. XV w.) zaczęto stosować określenie Górne Łużyce dla ziem Budziszyńskiej i Zgorzeleckiej, przy czym krótko istniało u schyłku XIV w. księstwo zgorzeleckie, utworzone przez Karola IV dla najmłodszego syna Jana.
Nowy Testament przetłumaczono na serbołużycki już w 1548 roku. Brandenburska część Łużyc była germanizowana od 1667 r., gdy elektor brandenburski zakazał użycia języka łużyckiego w kościołach i nakazał usunięcie łużyckich duchownych, zaś do 1735 r. wyparto język łużycki ze szkolnictwa. Łużyce Górne będące częścią Saksonii znajdowały się w innej sytuacji, bowiem protestanckie Stany Krajowe udzielały wsparcia dla druku łużyckich książek w ramach zwalczania katolicyzmu. W tym okresie powstał język literacki w odmianach: dolnołużyckiej oraz górnołużyckiej katolickiej i protestanckiej.
W 1716 roku w Lipsku seminarium duchowne zaczęło nauczać w języku łużyckim, wtedy też powstało Wendyjskie Towarzystwo Kaznodziejskie „Sorabia”. W 1728 roku powstało w Pradze seminarium duchowne dla Serbołużyczan, pod koniec XVIII wieku zaczęła wychodzić w Saksonii gazeta w języku górnołużyckim.
Za panowania Napoleona Łużyce w całości znalazły się w granicach Saksonii, ale na kongresie wiedeńskim zdecydowano o przekazaniu całych Łużyc Dolnych i części północno-wschodnich Łużyc Górnych Prusom. Pruska część Łużyc została poddana administracyjnie procesowi germanizacji, podczas gdy w saksońskiej w 1835 roku wprowadzono w gminach łużyckich obowiązek nauki czytania i religii w tym języku, co doprowadziło w następnej dekadzie do powstania na Łużycach Górnych łużyckiego ruchu narodowego, a w konsekwencji do dalszych ustępstw na rzecz Łużyczan. W pruskich Łużycach inicjatywy narodowościowe zaczęły powstawać dopiero w drugiej połowie XIX wieku.
Od 1871 całe Łużyce znalazły się w obrębie zjednoczonych Niemiec. W 1919 roku delegacja Serbołużyczan była obecna na konferencji wersalskiej, jednak nie została dopuszczona do obrad. O utworzenie wspólnego z Czechami państwa zabiegała natomiast delegacja czeska. W okresie Republiki Weimarskiej w pruskiej części Łużyc zakazano nauki języka łużyckiego w szkołach, natomiast w części saksońskiej wprowadzono minimum 2 godziny tygodniowo języka łużyckiego. W 1937 roku zdelegalizowano łużyckie organizacje, a w następnym roku zakazano nauczania języka łużyckiego. Nauczanie łużyckiego przywrócono w Saksonii już w październiku 1945 roku.
Po zakończeniu II wojny światowej różni działacze łużyccy dążyli do autonomii w ramach państwa niemieckiego, przyłączenia do Czechosłowacji lub włączenia do Polski. Rządy Polski i Czechosłowacji początkowo popierały dążenia Łużyczan, m.in. na początku 1947 roku komuniści polscy poparli za zgodą Stalina koncepcję autonomii Łużyc w obrębie Niemiec.
W 1948 roku sejm Saksonii uchwalił ustawę o ochronie praw ludności łużyckiej i nauczaniu języka łużyckiego, a w 1950 roku przepisy o ochronie łużyckiej mniejszości przyjął rząd Brandenburgii. NRD przyznała Łużyczanom autonomię kulturalną, jednocześnie na terenie Łużyc osiedlano Niemców przesiedlanych ze wschodu Europy, ponadto rejon Łużyc silnie industrializowano, co doprowadziło do znaczącego wzrostu odsetka ludności niemieckojęzycznej.

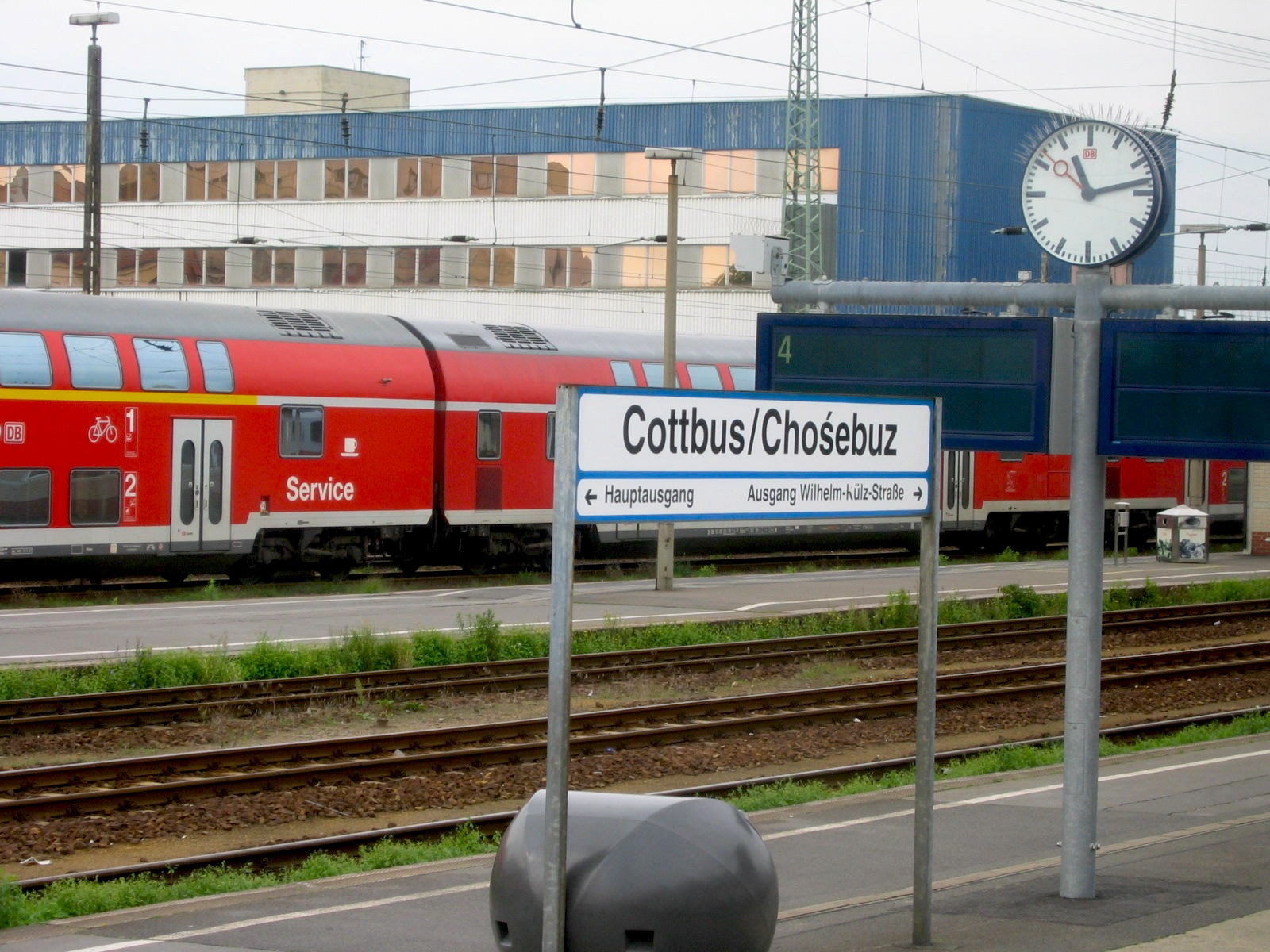
Dwujęzyczna tablica na stacji kolejowej w Chociebużu

Po ponownym zjednoczeniu Niemiec 3 października 1990 Serbołużyczanie starali się o utworzenie autonomicznej jednostki administracyjnej w formie landu, jednak władze federalne w Berlinie nie wyraziły na to zgody i nastąpił nowy podział między Saksonią a Brandenburgią. Serbołużyczanie korzystają jednak z przywilejów mniejszości narodowych: posiadają własne szkoły oraz organizacje kulturalne, a napisy na tablicach miejscowości i urzędach są dwujęzyczne.

## Miasta łużyckie w granicach Polski
W Polsce leżą następujące miasta położone na historycznych Łużycach:
| Lp. | Miasto              | Liczba mieszkańców | Część Łużyc  | Województwo  |
| --- | ------------------- | ------------------ | ------------ | ------------ |
| 1.  | Żary                | 35 198             | Dolne Łużyce | lubuskie     |
| 2.  | Zgorzelec           | 29 313             | Górne Łużyce | dolnośląskie |
| 3.  | Lubań               | 19 756             | Górne Łużyce | dolnośląskie |
| 4.  | Bogatynia           | 16 245             | Górne Łużyce | dolnośląskie |
| 5.  | Gubin               | 15 798             | Dolne Łużyce | lubuskie     |
| 6.  | Lubsko              | 12 971             | Dolne Łużyce | lubuskie     |
| 7.  | Pieńsk              | 5487               | Górne Łużyce | dolnośląskie |
| 8.  | Nowogród Bobrzański | 4804               | Dolne Łużyce | lubuskie     |
| 9.  | Jasień              | 4071               | Dolne Łużyce | lubuskie     |
| 10. | Leśna               | 4047               | Górne Łużyce | dolnośląskie |
| 11. | Zawidów             | 3807               | Górne Łużyce | dolnośląskie |
| 12. | Iłowa               | 3652               | Górne Łużyce | lubuskie     |
| 13. | Węgliniec           | 2657               | Górne Łużyce | dolnośląskie |
| 14. | Łęknica             | 2277               | Górne Łużyce | lubuskie     |
| 15. | Brody               | 889                | Dolne Łużyce | lubuskie     |

## Język i kultura
Od XVIII wieku, a szczególnie w XIX wieku zaznaczył się silny prąd budzenia się świadomości narodowej i kulturalnej Serbołużyczan, a także powstawania dzieł literackich w językach łużyckich.
W okresie nazistowskim próbowano zniszczyć język i kulturę łużycką. Po II wojnie światowej miał miejsce rozwój instytucji kulturalnych i społecznych słowiańskiej ludności Łużyc.
Języki łużyckie:
- język dolnołużycki
- język górnołużycki

Miejsca kultury i nauki Serbów łużyckich
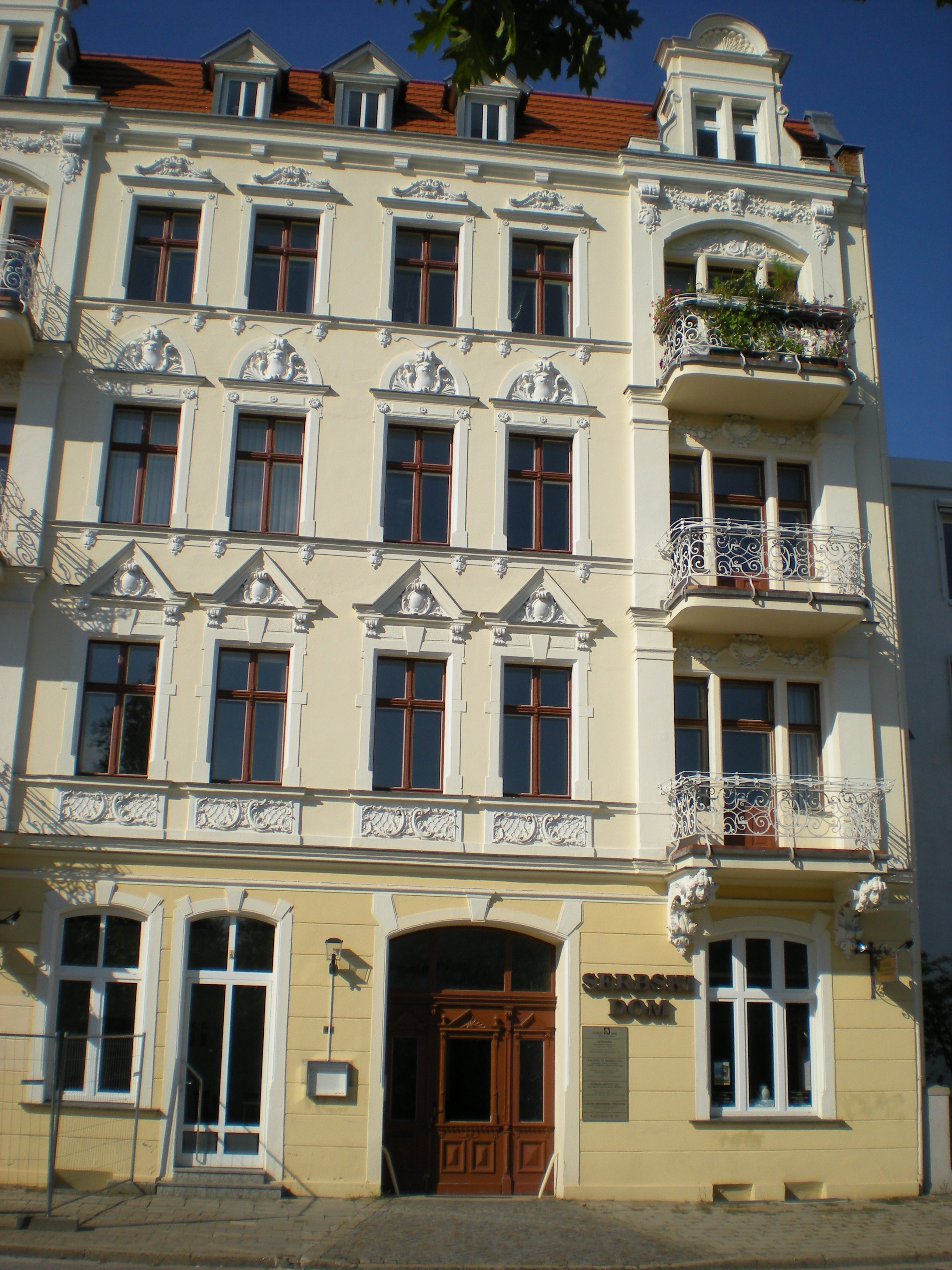
Serbski Dom w Chociebużu
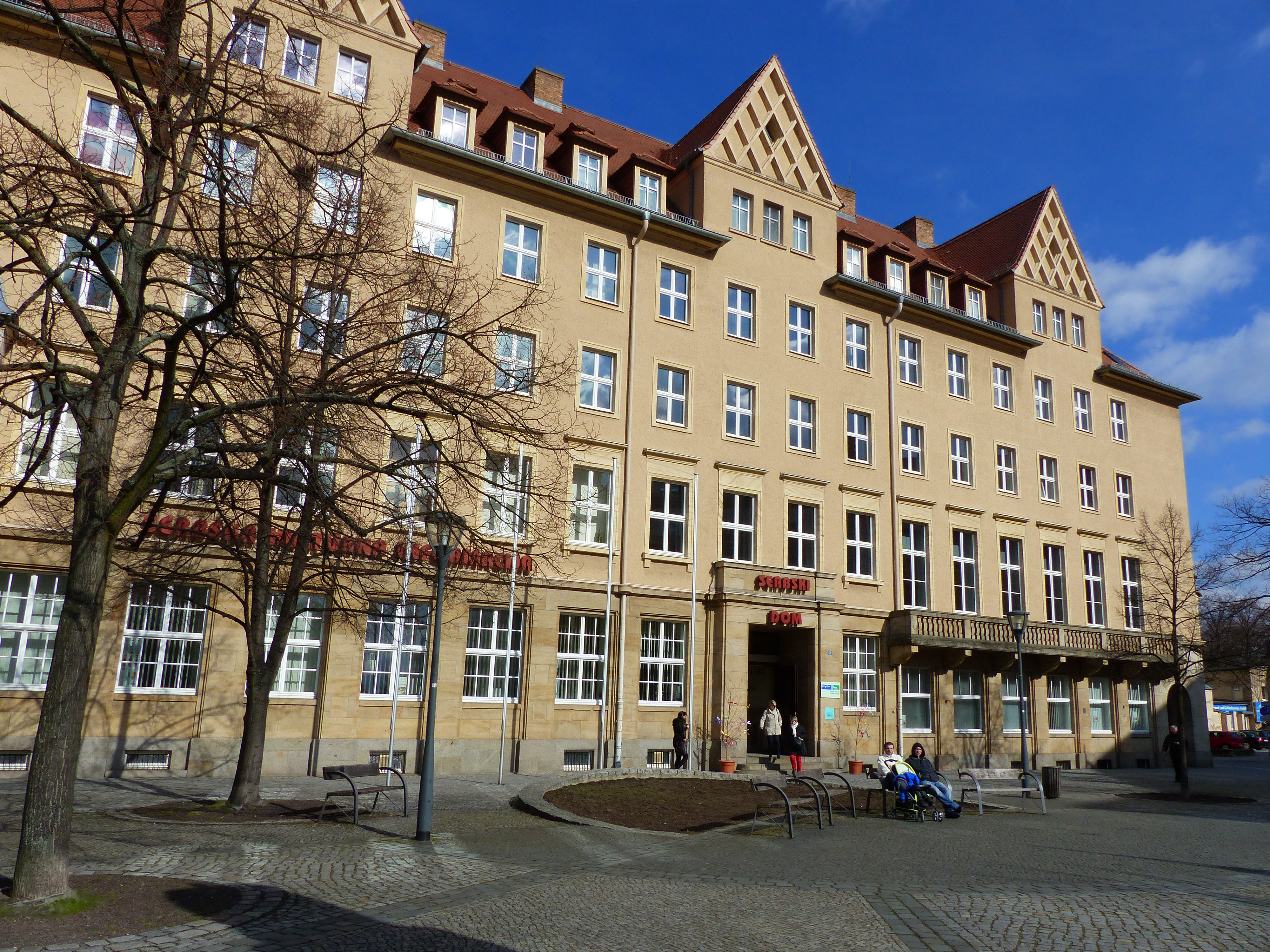
Serbski Dom w Budziszynie
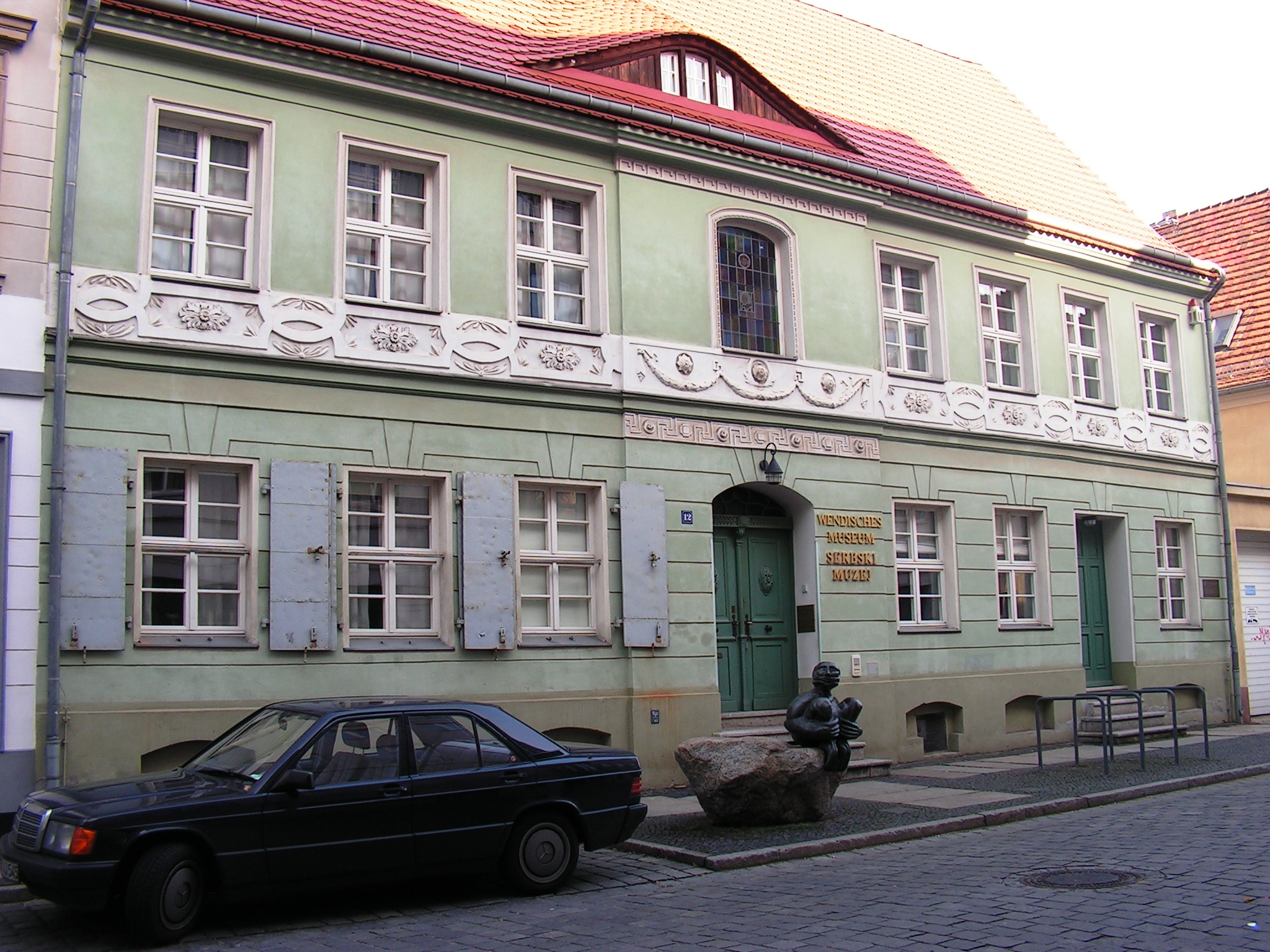
Muzeum Serbołużyckie w Chociebużu
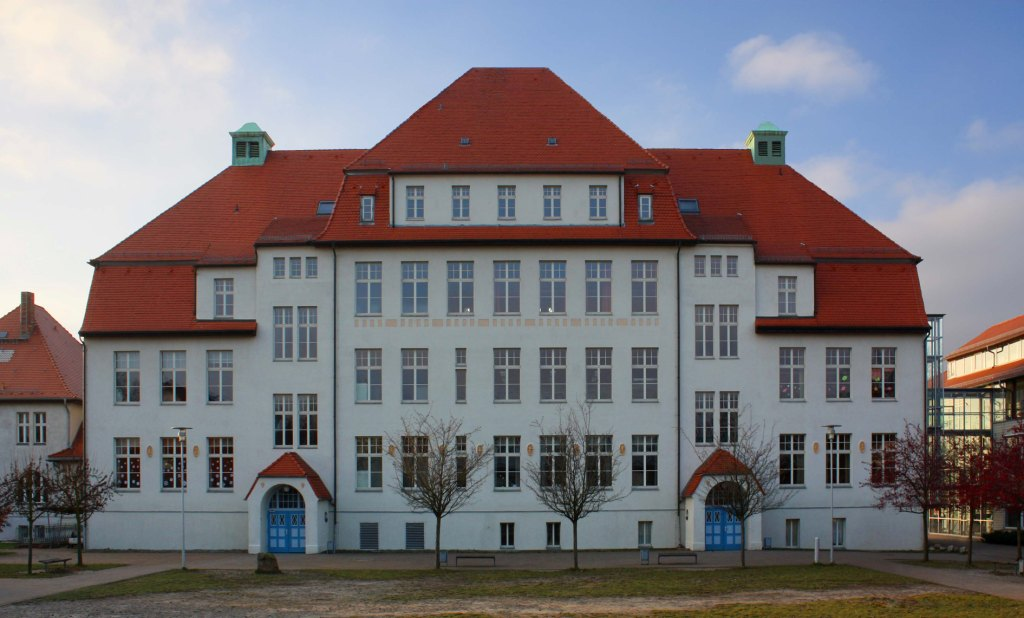
Dolnołużyckie gimnazjum w Chociebużu
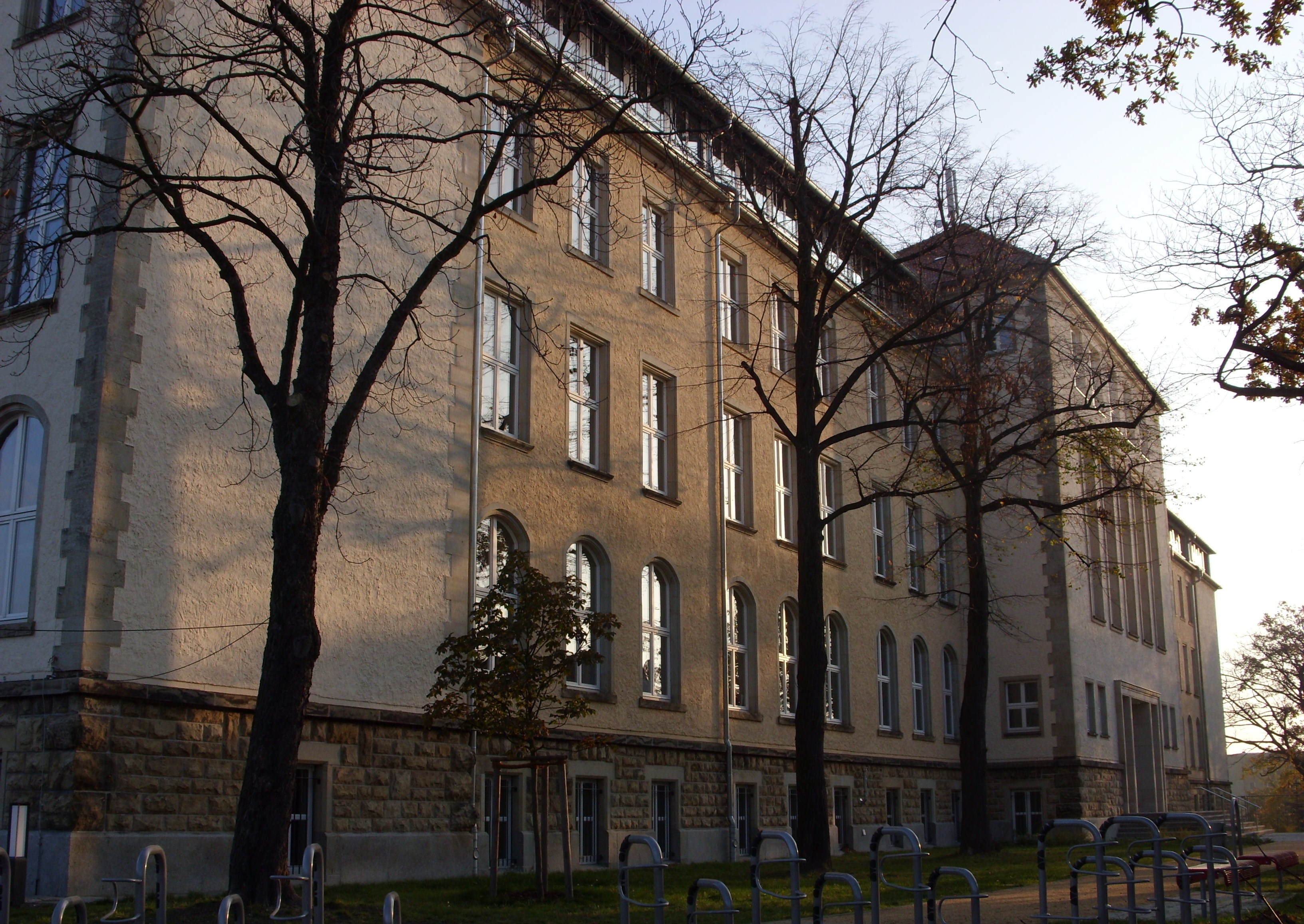
Górnołużyckie gimnazjum w Budziszynie

## Patronat
10 listopada 2006 roku nadano imię Ziemi Łużyckiej Ośrodkowi Tresury Psów Służbowych Straży Granicznej w Lubaniu.